# Soga no Umako
Soga no Umako (蘇我 馬子?  c. 551 – 19 de junio de 626) era hijo de Soga no Iname y miembro del poderoso  clan Soga de Japón.

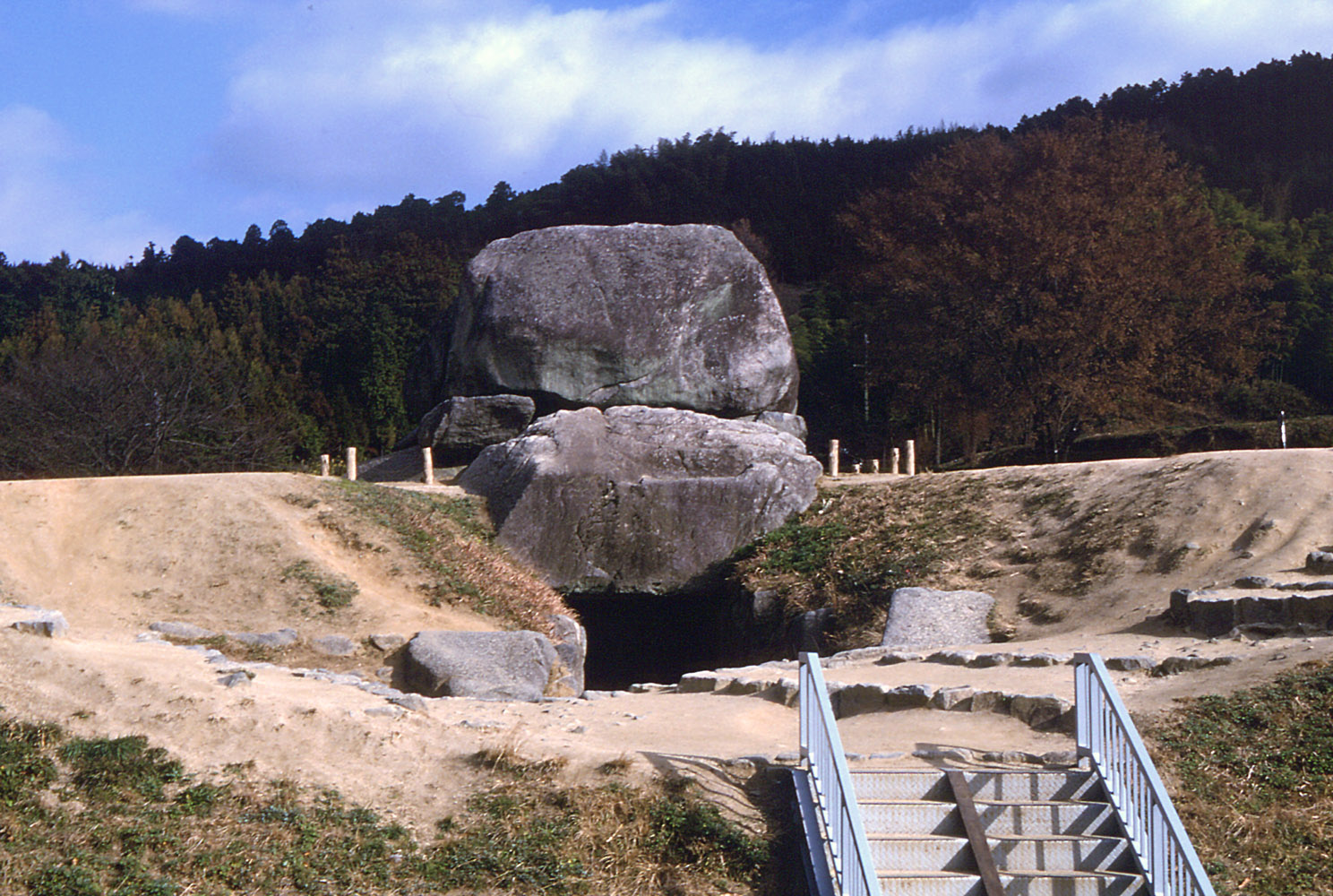
El kofun de Ishibutai se considera como probable que haya sido la tumba de Soga no Umako.

Umako realizó reformas políticas con el Príncipe Shōtoku durante el mandato del Emperador Bidatsu y la Emperatriz Suiko y fortaleció el clan Soga en el gobierno al casar a sus hijas con miembros de la familia imperial.
A fines del siglo VI, Soga no Umako hizo todo lo posible para promover el budismo en Japón siendo fundamental para su aceptación. En ese momento, el clan Soga empleó a emigrantes de China y Corea, y se implicó para obtener tecnología avanzada y otros conocimientos. En el 587, Umako derrotó a Mononobe no Moriya en la Batalla de Shigisen, asegurando el dominio de los Soga. El 15 de enero de 593, las reliquias de Buda Shakyamuni fueron depositadas dentro de la piedra fundacional bajo el pilar de una pagoda en Asuka-dera (Hōkō-ji en ese momento), un templo cuya construcción había ordenado Umako, según la sección Suiko del Nihonshoki.
Los estudiosos piensan que el kofun de Ishibutai fue la tumba de Soga no Umako.

## Genealogía
La esposa de Soga no Umako era hija de Mononobe no Ogushi y hermana de Mononobe no Moriya. Tuvieron cinco hijos.
- Soga no Emishi.
- Soga no Kuramaro.
- Kahakami no Iratsume, consorte del Emperador Sushun en el 587, se casó con Yamato no Aya no Atahe en el 592.
- Tojiko no Iratsume, consorte de Shotoku Taishi.
- Hode no Iratsume, consorte del Emperador Jomei.